# Rickard Rydell
Rickard Rydell, född 22 september 1967 i Vallentuna, är en svensk racerförare. Rydell har främst blivit känd som standardvagnsförare, både på nationell och internationell nivå. Han har bland annat blivit mästare i British Touring Car Championship och Scandinavian Touring Car Championship, samt tagit flera segrar i världsmästerskapet, World Touring Car Championship. Utöver detta har han vunnit Bathurst 1000, GT1-klassen i Le Mans 24-timmars och race i FIA GT. Som formelbilsförare har han vunnit Macaos Grand Prix och blivit tvåa i såväl det svenska, som det japanska Formel 3-mästerskapet. Han driver, tillsammans med sin bror Jens, blomstergrossistfirman Rydells i Vallentuna.

## Racingkarriär

### Formelbilskarriären (1986–1993)
Rydell påbörjade sin racingkarriär år 1986. Fram till 1985 hade han tävlat i karting, men 1986 gick han över till det svenska F3-mästerskapet. Under sin första säsong tog han en del poäng, men de räckte bara till en trettondeplats totalt. Säsongen 1987 gick det dock bättre. Rydell tog två segrar och lyckades plocka andraplatsen i mästerskapet, bakom Michael Johansson. Han stannade sedan i Sverige och Formel 3 ytterligare en säsong, men återigen var det Michael Johansson som stoppade honom från att ta mästerskapstiteln. Rydell hade dock chansen att ta titeln, då han råkade göra en felväxling och tappa segern.
Efter det fina resultatet i det svenska Formel 3-mästerskapet, flyttade Rydell till Storbritannien för att tävla i det betydligt större brittiska F3-mästerskapet. Efter ännu en bra säsong, med bland annat en seger för Eddie Jordans team, Eddie Jordan Racing, slutade Rydell fyra totalt, och då hade han förare som Mika Häkkinen, Mika Salo och Alain Menu bakom sig. Han deltog även i Formel 3:s Monacos Grand Prix och kom i mål på tredjeplats, då Antonio Tamburini segrade.
Till år 1990 bytte Rydell till Formula 3000 Great Britain. Han slutade även där på fjärde plats totalt, efter att ha vunnit ett race. Han körde även i Le Mans 24-timmars för första gången. Tillsammans med Hurley Haywood och Wayne Taylor slutade han på tolfte plats i C1-klassen med Takefuji-Team Schuppans Porsche 962C. I den bilen och det teamet körde han även tre race i All Japan Sports Prototype Car Endurance Championship i Japan, skillnaden var att han tävlade med Johnny Herbert.
Säsongen 1991 var Rydell tillbaka i det brittiska F3-mästerskapet. Han tog sex pallplatser, varav en seger, och slutade på sjätte plats totalt. Han deltog även i Macaus Grand Prix för Formel 3 och stod i pole position, men under racet tappade han och gick i mål på sjunde plats. Det var Rydells sista säsong i Storbritannien på ett par år.
Efter tre år i Storbritannien flyttade hans racingkarriär till Japan och det japanska F3-mästerskapet. Hans två segrar under säsongen 1992 räckte till tredje plats totalt, bakom Anthony Reid och den senare världsmästaren i Formel 1, Jacques Villeneuve. Han tog återigen pole position i Macaus Grand Prix, men den här gången lyckades han även hålla tätpositionen i mål och slog därför flera kommande Formel 1-förare.
Rydell stannade i samma mästerskap även 1993 och slutade tvåa totalt bakom dansken Tom Kristensen. Han körde även Macaus Grand Prix detta år, men tvingades bryta. Det var Rydells sista säsong inom formelbilsracingen.

### Tiden i British Touring Car Championship (1994–2000)

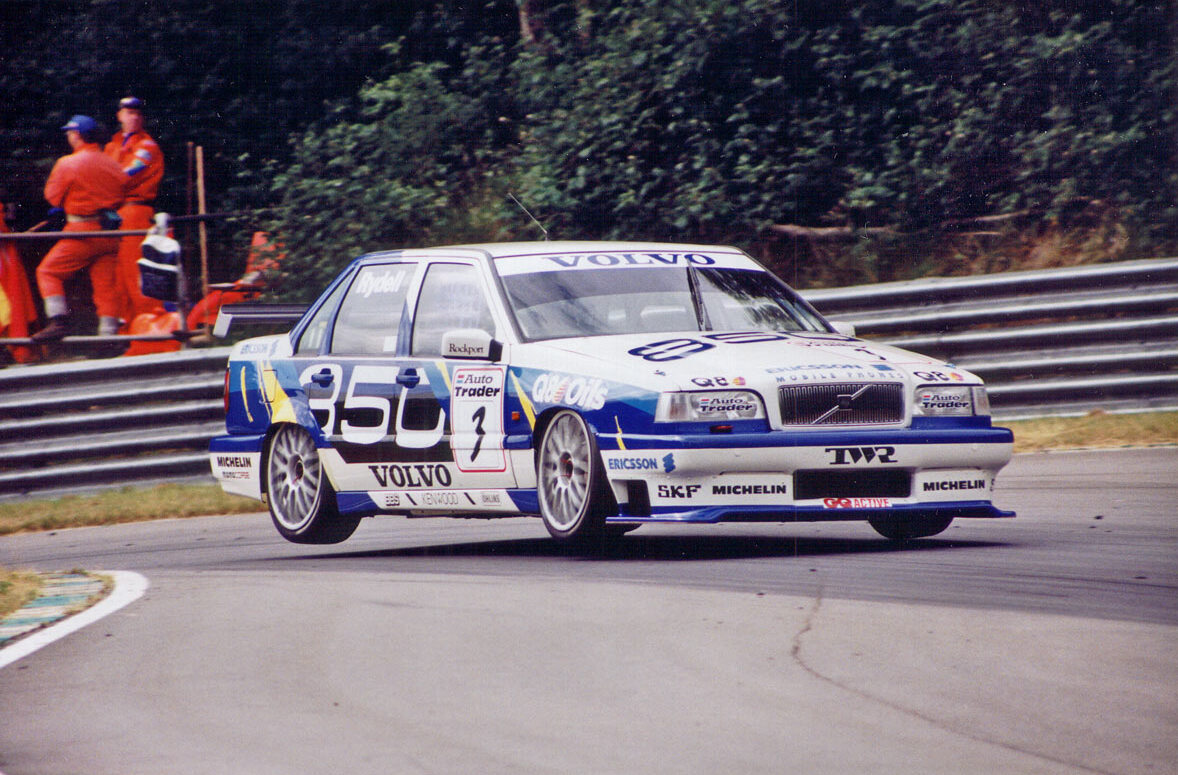
Rickard Rydell i sin Volvo 850 GLT i British Touring Car Championship 1996.

Till säsongen 1994 flyttade karriären tillbaka till Europa och Storbritannien. Nu hade Rydell bestämt sig för att gå över till standardvagnsracingen och det brittiska mästerskapet, British Touring Car Championship. Under sin första säsong tävlade han i en Volvo 850 GLT Estate och satte fyra snabbaste varv, men lyckades inte ta sig upp på pallen. Rydell och Jan Lammers, som var hans teamkamrat, placerade sig på fjortonde respektive femtonde plats i förarmästerskapet.
Under säsongen 1995 började de riktigt bra resultaten komma för Rydell. Han tog elva pallplatser, varav fyra segrar, tretton pole position och satte fyra snabbaste varv. Trots det hade han två förare framför sig; Alain Menu och mästaren John Cleland. Rydell kom på samma plats även 1996 med fyra segrar, då Frank Biela blev mästare före Menu.
Säsongen 1997 blev Rydells Volvo 850 GLT utbytt mot en Volvo S40. Det första året med den nya bilen resulterade i en fjärdeplats totalt, men endast en seger. Han blev även fyra i AMP Bathurst 1000 i Australien, tillsammans med australiensaren Jim Richards. Volvon behölls i BTCC år 1998 och säsongen blev Rydells bästa i karriären. Efter sjutton pallplatser, varav fem segrar, blev han mästare före Anthony Reid i en Nissan Primera GT. Han vann även, efter pole position, AMP Bathurst 1000 med Jim Richards i Volvo S40:n.
Rydell lyckades inte försvara sin titel 1999. Han tog fyra segrar, fem pole position, satte sex snabbaste varv och slutade trea totalt. Framför sig hade han två Nissan Primera GT med David Leslie och Laurent Aiello bakom rattarna. Han påbörjade sedan sitt sista år i mästerskapet, som säsongen 2000 blev. Rydell lämnade Volvo för en Ford Mondeo och slutresultatet blev återigen en tredjeplats totalt, efter elva pallplatser, varav tre segrar och tre snabbaste varv. Framför sig hade han sina teamkamrater i Ford Mondeo Team, Alain Menu och Anthony Reid.

### Till European Touring Car Championship (2002–2004)
Under 2001 körde Rydell fem tävlingar i FIA GT i en Ferrari 550 Maranello. Han tog två segrar. En på A1-Ring, tillsammans med Peter Kox, och en med Alain Menu på Circuito Permanente del Jarama. Han hoppade även in på Mantorp Park i Swedish Touring Car Championship för Flash Engineering., där han tog en tredjeplats i det andra racet
Säsongen 2002 tävlade Rydell i en Volvo S60 i det europeiska standardvagnsmästerskapet, European Touring Car Championship. Han vann inget race, men tog åtta pallplatser på de tjugo racen och slutade som femma totalt. Han deltog även i Le Mans 24-timmars i GTS-klassen, tillsammans med Alain Menu och Tomáš Enge, vilket de dock tvingades bryta. Rydell fortsatte med sin Volvo S60 även 2003, men den här gången som privatförare. Trots det tog han två pallplatser och slutade elva totalt.
Rydell var tillbaka som fabriksförare 2004 och tävlade för SEAT Sport i en SEAT Toledo Cupra. Han tog sin första seger i mästerskapet och ytterligare en pallplats, men slutade bara på tionde plats totalt, efter att ha startat i arton av de tjugo racen. Han blev bästa svensk i mästerskapet, då privatföraren Carl Rosenblad blev nittonde.

### ETCC blir WTCC (2005–2009)

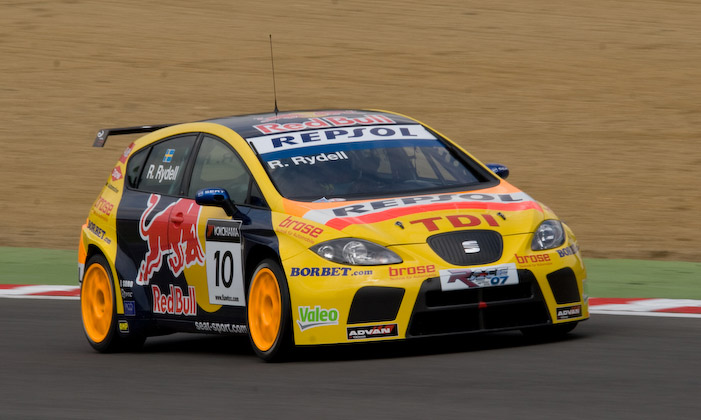
Rickard Rydell i FIA WTCC Race of UK på Brands Hatch 2008.

Till säsongen 2005 bytte European Touring Car Championship namn till World Touring Car Championship och gick från att vara ett europeiskt mästerskap till ett världsmästerskap. Rydell fortsatte i samma team och bil som året tidigare under den största delen av säsongen, då Toledon byttes ut mot den nyare modellen, León, när två tävlingshelger återstod. Rydell tog en seger i FIA WTCC Race of UK på Silverstone Circuit i Toledon, medan hans bästa placering i en León blev en tredjeplats i Macau. Totalt slutade Rydell på sjätte plats, vilket han var bäst med av SEAT-förarna.
Rydell fortsatte med SEAT León säsongen 2006 och efter fem pallplatser utan segrar, slutade han på sjunde plats. Därefter blev det ett uppehåll från WTCC-tävlandet, då Rydell tappade sin plats hos SEAT Sport till 2007. Han fick dock chansen att tävla på hemmaplan i FIA WTCC Race of Sweden på Scandinavian Raceway för Chevrolet. I det första racet tog han sig i mål på nionde plats på den blöta banan och i det andra gjorde han en ordentlig uppkörning, när banan började torka upp, och sig förbi sin teamkamrat Nicola Larini på det sista varvet. Rydell tog målflaggan först och Larini var rasande arg efter racet, eftersom han tyckte att Rydell inte skulle ta poäng från honom i mästerskapet, då Rydell inte var ordinarie förare.

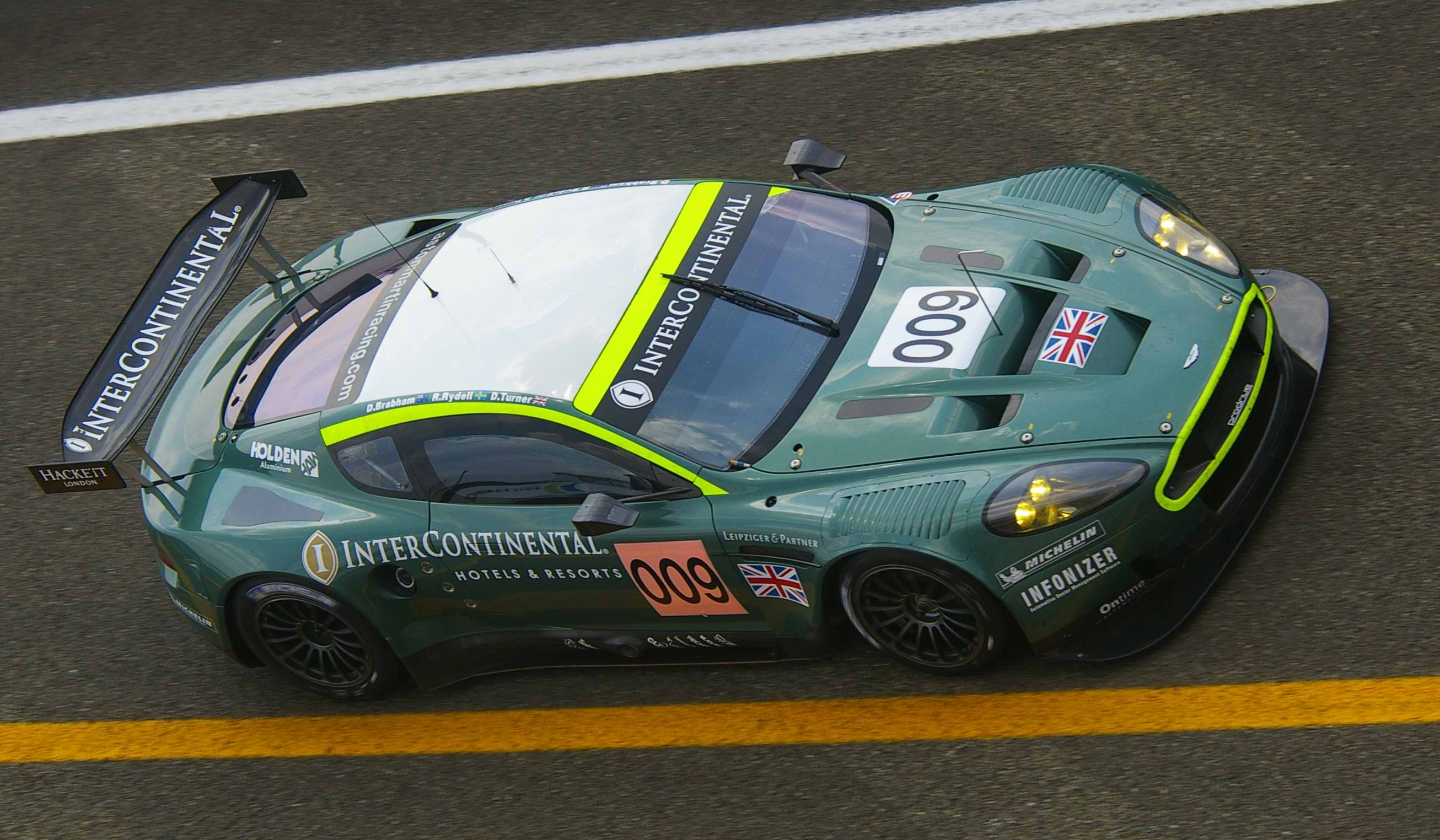
Rickard Rydell på väg mot segern i Le Mans 24-timmars 2007.

Tack vare den fina körningen på Anderstorp fick Rydell chansen att köra den sista deltävlingen, på Macaus gator, för sitt gamla team, SEAT Sport. Detta för att teamet skulle kunna ta hem något av mästerskapen. Antingen förarmästerskapet med Yvan Muller eller märkesmästerskapet. Rydells resultat, med en sjätteplats i det andra racet, räckte dock inte för att vinna något av mästerskapen. BMW vann märkesmästerskapet och Andy Priaulx vann förarmästerskapet. Utöver dessa två WTCC-inhopp fick Rydell nöja sig med att köra Le Mans 24-timmars i GT1-klassen med David Brabham och Darren Turner. De lyckades köra hem segern åt Aston Martin Racing i deras Aston Martin DBR9.
Till säsongen 2008 var Rydell tillbaka i SEAT Sport och körde hela säsongen i WTCC. Han tog två segrar, en i FIA WTCC Race of Portugal på Circuito do Estoril, och en i FIA WTCC Race of Japan på Okayama International Circuit.. Totalt blev han femma med ytterligare fem pallplatser.
År 2009 kom att bli Rydells sista utomlands. Han körde hela säsongen för SEAT Sport i en SEAT León 2.0 TDi, och tog en seger i FIA WTCC Race of Mexico på Autódromo Miguel E. Abed. Totalt slutade han på sjunde plats.

### Hem till Sverige och tillbaka till WTCC (2011–idag)
Under 2010 lade Rydell hjälmen på hyllan och var istället expert på Viasat Motor. Under 2011 återkom han dock till svensk racing och det nystartade Scandinavian Touring Car Championship, en sammanslagning av Swedish Touring Car Championship och Danish Touringcar Championship. Han körde en Chevrolet Cruze för Chevrolet Motorsport Sweden tillsammans med Viktor Hallrup och tog sin första seger i det första racet i Göteborg City Race.
Rydell var med högt uppe hela säsongen och under den sista tävlingshelgen stod mästerskapstiteln mellan honom och Fredrik Ekblom. Bådas team hade kallat in hjälpförare, för att stoppa den andres konkurrent. Efter racen stod Rydell som mästare, men Team Biogas.se (Ekbloms team) lämnade in en protest mot Rydell, då de ansåg att han kört om Thed Björk under gulflagg. Chevrolet Motorsport Sweden lämnade därefter in en protest mot Ekblom, eftersom de tyckte att hans omkörning på Michel Nykjær var för tuff. Domarna valde dock att avslå båda protesterna och förklara Rydell som mästare. Volkswagen gick dock vidare med ärendet till Svenska Bilsportförbundet och lämnade in en rad protester till både dessa och STCC. Det dröjde fyra månader, till den 27 januari 2012, innan SBF slutligen bekräftade Rydell som mästare.
Efter tre års frånvaro i WTCC för Rydell, valde Chevrolet Motorsport Sweden att ställa upp med en bil i Race of Italy på Autodromo Nazionale Monza säsongen 2012. Rydell blev fyra i det första racet, men efter en dålig start i det andra, slutade han bara på tionde plats i det. 2013 gjorde han återigen ett inhopp i WTCC i Race of China på Shanghai International Circuit. Han gjorde ett bra kval, men tog inga poäng i något av loppen på grund av felaktigt val av däcken. Under 2014 lade Rydell återigen hjälmen på hyllan då han var expert på Viasat Motor. Avbrottet från racingen blev dock inte särskilt långt då han under 2015 körde full säsong i WTCC.